# Sidney van den Bergh (astronoom)
Sidney van den Bergh (Wassenaar, 20 mei 1929) is een Canadees astronoom van Nederlandse geboorte.

## Biografie
Als zoon van de zakenman, politicus en minister Sidney J. van den Bergh en kleinzoon van Unilever-oprichter Samuel van den Bergh toonde Sidney al op jonge leeftijd een interesse in wetenschap en in het bijzonder astronomie. Daarnaast was hij geïnteresseerd in geologie en archeologie. Zijn ouders stimuleerden deze interesse door hem wetenschappelijke boeken, een telescoop en microscoop te geven, hoewel ze liever hadden gezien dat hij een niet-wetenschappelijke carrière had gekozen. Hij studeerde van 1947-1948 in Leiden, en stapte toen over naar Princeton University met een beurs, waar hij zijn BA in 1950 behaalde. Hij behaalde daarna zijn Master of Science aan Ohio State University in Columbus en promoveerde in 1956 aan de Universiteit van Göttingen bij Alfred Behr. De titel van zijn proefschrift was Polarisation des Sternlichtes im Gebiet der Plejaden. 
Van 1956-1958 werkte hij als wetenschapper aan de Ohio State University, waarna hij in Toronto ging werken in het David Dunlap Observatory van de Universiteit van Toronto. Daar stond hij aan de basis van innovaties als het uitbreiden van de faciliteiten, het gebruik van computers en meerkleurige fotometrie. Zijn interesse lag grotendeels bij de maan en andere delen van het zonnestelsel, maar hij is vooral bekend geworden voor zijn werk in de buitengalactische astronomie, waarin hij diverse ontdekkingen en reviews heeft gepubliceerd van sterrennevels, -clusters, sterren en supernovae en meer recent over de leeftijd van het heelal. Hij heeft onder meer Andromeda II ontdekt.
Het tweede deel van zijn carrière ving aan in 1978, toen hij werd benoemd als directeur aan het Dominion Astrophysical Observatory tot hij in 1986 officieel met pensioen ging en de rol op zich nam van hoofd wetenschappelijk onderzoek.
Hij was voorzitter van de Canadian Astronomical Society en vice voorzitter van de International Astronomical Union van 1972 tot 1982. In 1982 werd hij voorzitter van de Canada-France-Hawaii Telescope Corporation in Hawaii.

## Prijzen
- Verkozen Fellow of the Royal Society (1988)
- First National Research Council President's Science Medal (1988)[4]
- Henry Norris Russell Lectureship (1990)
- Killam Prize (1990)[3]
- Appointed officer of the Order of Canada (1994)[4]
- Carlyle S. Beals Award (1998)
- Catherine Wolfe Bruce Gold Medal (2008)
- Gruber Cosmology Prize (2014)[6]

## Vernoemingen
- planetoïde 4230 van den Bergh[2]
- Komeet Van den Bergh (ontdekt door Van den Bergh in 1974)[4]